# Santa Rosa (Colón)
Santa Rosa es un corregimiento del distrito de Colón en la provincia de Colón, República de Panamá. La localidad tiene 987 habitantes (2010).